# Santuario della Santissima Trinità (Vallepietra)

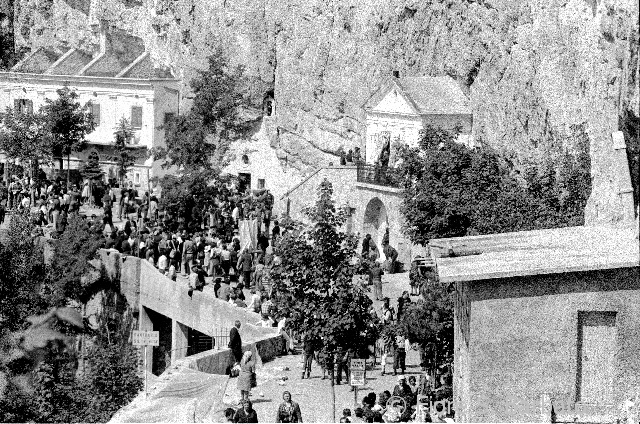
Pellegrinaggio al santuario del 1976

Il santuario della Santissima Trinità è un piccolo santuario della chiesa cattolica, dedicato alla Trinità, situato nel territorio del comune di Vallepietra (RM), quasi sulla linea di confine del Lazio con l'Abruzzo ed alla confluenza delle provincie di Roma, Frosinone, e l'Aquila, in un suggestivo territorio montano a quota 1337 m s.l.m.. Incluso nel territorio della diocesi di Anagni-Alatri, si trova al di sotto di una grande rupe rocciosa a strapiombo del gruppo montuoso del monte Autore (1885 metri s.l.m.) che attraverso il Colle della Tagliata, si erge maestosamente sopra il Santuario salendo ripidamente fino alla vetta. Si posiziona lungo il versante sud-ovest della catena dei monti Simbruini, affacciandosi sulla sottostante valle del Simbrivio. 
Meta frequente di devoti, pellegrini, curiosi ed escursionisti, provenienti soprattutto da Lazio, Abruzzo e Campania, è raggiungibile facilmente salendo da Vallepietra  per circa 14 km di strada asfaltata, oppure dal limitrofo territorio abruzzese di Cappadocia-Camporotondo attraversando la strada sterrata circondata da faggete secolari del pianoro carsico di Campo della Pietra, località nota anche per essere stata sede del set del film Continuavano a chiamarlo Trinità. Oltre al vecchio santuario è presente una piccola installazione moderna per le celebrazioni religiose.
Da secoli è uno dei Santuari di riferimento delle Diocesi del Basso Lazio in provincia di Frosinone, dei paesi della zona est della Provincia di Roma (zone prenestina e tiburtina, Valle dell'Aniene e alcuni comuni della Sabina) e di molti comuni della parte occidentale della Provincia dell'Aquila (Piana del Fucino, Valle Roveto e Aquilano). Ogni anno, presso il Santuario, transitano per questo motivo diecine di migliaia di pellegrini.
Il tradizionale pellegrinaggio al santuario è stato il soggetto del film documentario Il pianto delle zitelle diretto nel 1939 da Giacomo Pozzi Bellini e di un cortometraggio del 1958 di Gian Vittorio Baldi.